# La Vierge, saint Jean-Baptiste et un ange adorant l'Enfant Jésus
La Vierge, saint Jean-Baptiste et un ange adorant l'Enfant Jésus – en italien Madonna con Bambino e angeli  – est un tableau réalisé dans la deuxième moitié du XVe siècle par un peintre de la Renaissance italienne. Cette tempera sur bois est une Vierge à l'Enfant qui représente Marie et l'Enfant Jésus en compagnie de Jean le Baptiste et d'un ange qui pourrait être l'archange Gabriel, porteur de lys.
L'œuvre partage sa composition picturale avec la Vierge à l'Enfant avec deux anges de Sandro Botticelli. Aussi est-elle parfois considérée comme de la main du maître florentin, d'autres attributions plus ou moins datées privilégiant Andrea del Verrocchio ou Francesco Botticini.
Ses dimensions sont toutefois plus réduites que celles du tableau strasbourgeois, ce qui interdit l'emploi d'un poncif de l'un à l'autre.
La peinture a été spoliée par le régime nazi pendant la Seconde Guerre mondiale. Destinée au Führermuseum de Linz, elle a été stockée à Altaussee puis a transité par le Munich Central Collecting Point une fois découverte. En attendant sa restitution à ses propriétaires légitimes, elle est conservée au musée des Beaux-Arts d'Angers, à Angers, en France.

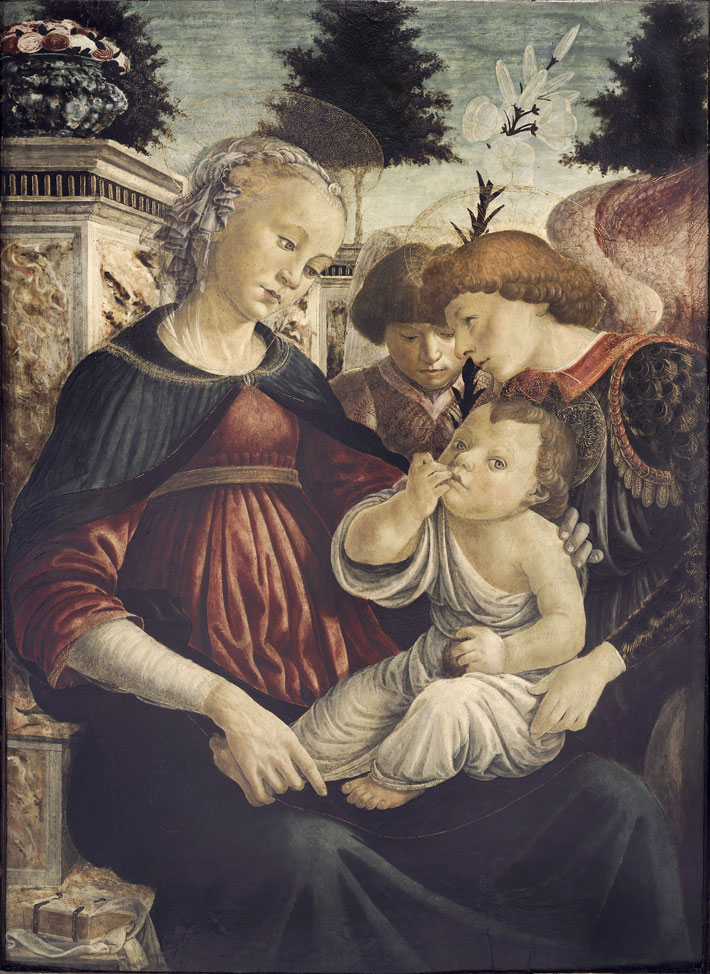
Sandro Botticelli, Vierge à l'Enfant avec deux anges, vers 1468-1469, musée des Beaux-Arts de Strasbourg.